# Твърд шанкър
Твърд шанкър (англ. Chancre; лат. Ulcus durum) е малка безболезнена раничка (язва), която се причинява от сифилиса в първи етап на заразяването (първичен сифилис). Тя е първоначалния сигнал за инфекция и се образува на мястото, откъдето е проникнала бактерията (напр. пениса, вулвата, също устата или ануса). Появява се около 20 дни след инфектирането и оставена без лечение, заздравява от само себе си след 2 до 6 седмици, оставяйки малък белег. След това болестта влиза във втората си фаза.
Язвата се характеризира с гладко дъно и ясно оформени ръбове, диаметърът е между 5 до 20 мм. С появата на шанкъра е доста възможно и забележимо подуване на регионалните лимфни възли. Проби, взети от шанкъра, показват висока концентрация на бактериите причинители на сифилиса (спирохети).